# Шимонкі
Шимонкі (пол. Szymonki, нім. Möhringen) — село в Польщі, у гміні Ютросін Равицького повіту Великопольського воєводства.
Населення — 99 осіб (2011).
У 1975-1998 роках село належало до Лешненського воєводства.

## Демографія
Демографічна структура станом на 31 березня 2011 року:
|          | Загалом | Допрацездатний вік | Працездатний вік | Постпрацездатний вік |
| -------- | ------- | ------------------ | ---------------- | -------------------- |
| Чоловіки | 47      | 16                 | 27               | 4                    |
| Жінки    | 52      | 10                 | 35               | 7                    |
| Разом    | 99      | 26                 | 62               | 11                   |